# Ott Lepland
Ott Lepland (Tallinn, 17 maggio 1987) è un cantante estone.

## Biografia
È diventato famoso nel 2009 quando ha vinto la terza edizione del talent show Eesti otsib superstaari (versione estone di Pop Idol).
Nel 2011 prende parte all'Eesti Laul 2012 dove gareggia col brano Kuula. Ott riesce ad aggiudicarsi la vittoria e ad aggiudicarsi così l'onore di rappresentare l'Estonia all'Eurovision Song Contest 2012 a Baku, Azerbaigian. Il pezzo arriva sesto in finale con 120 punti.

## Discografia

### Album in studio
- 1995 – Oti jõululaulud
- 1996 – Oti suvelaulud
- 1996 – Ott ja Valged jänesed
- 1996 – Ott ja sõbrad
- 2010 – Ott Lepland
- 2011 – Laulan ma sind
- 2012 – Kuula
- 2012 – Öö mu kannul käib

### Singoli
- 2009 – Otsides ma pean su jälle leidma
- 2010 – Süte peal sulanud jää
- 2010 – Läbi öise Tallinna
- 2010 – Üheskoos on olla hea
- 2010 – Kohtume jälle
- 2010 – Sinuni (con Lenna Kuurmaa)
- 2011 – Öö
- 2011 – Tunnen elus end
- 2012 – Kuula
- 2012 – Imede öö
- 2012 – Kodu